# Syro-Libanais d'Égypte
Les Syro-Libanais d'Égypte (arabe : شوام مصر, translittération : Chaouam Masr ou Chawam Masr, littéralement les Levantins d'Égypte), sont un groupe ethnique minoritaire en Égypte. La plupart sont chrétiens de rite grec melkite catholique, grec orthodoxe et maronite catholique, issus des pays qui sont aujourd'hui connus comme la Syrie et le Liban (et aussi la Jordanie et la Palestine). Fiers de leurs racines levantines, ils constituent une petite mais reconnaissable communauté. Comme d'autres (Grecs, Juifs, Arméniens, Italiens, Maltais), cette communauté a presque totalement émigré hors d'Égypte après les nationalisations et restrictions des libertés dans les années 1960 .

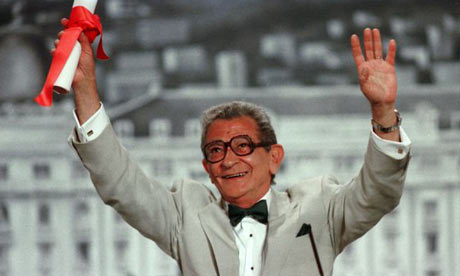
Youssef Chahine (1926-2008), célèbre cinéaste et réalisateur égyptien d'origine libanaise.

## Histoire
Les relations entre l’Égypte et le Levant (Syrie, Liban, Palestine) remontent à la première Antiquité. Cependant dans l’histoire moderne l’immigration levantine en Égypte date du XVIIIe siècle. En 1724 une partie du clergé et des fidèles de l’église grecque-orthodoxe du Levant décidèrent de se rattacher à Rome, reconnaissant l’autorité du pape tout en gardant leur rite byzantin et en restant sous l’autorité d’un patriarche distinct. Ainsi naquit l’église grecque-catholique melkite qui compte aujourd’hui 2 millions de fidèles (Proche-Orient et diaspora) et dont le siège patriarcal se trouve à Damas en Syrie. Cette séparation, non reconnue dans un premier temps par les autorités ottomanes, entraîna des persécutions et plusieurs centaines de familles grecques-catholiques émigrèrent en Égypte et s’installèrent en particulier à Damiette dans le Delta. 
L’émigration de chrétiens syriens et libanais se poursuivit durant tout le XIXe siècle, en particulier plus massivement après les conflits confessionnels du Mont Liban en 1840 et 1860 et les massacres de chrétiens à Damas en 1860 qui conduisirent plusieurs milliers de familles à s’installer dans une Égypte alors ouverte aux minorités du Levant. En effet, depuis la prise du pouvoir par Méhémet Ali Pacha, les khédives souverains d’Égypte favorisaient la venue de ces Syriens industrieux et ingénieux qui contribuèrent fortement à la modernisation du pays, à son développement économique et culturel.
Ainsi s’est constituée au Caire et à Alexandrie (mais aussi à Mansourah, Port Saïd, Suez ou Tanta) une communauté de Syro-Libanais d'Égypte, ou Chaouam, essentiellement chrétiens, en majorité grec-catholiques ou grec-orthodoxes, mais également maronites, latins, syriaques, protestants.
Pour les autorités égyptiennes l’attractivité des Chaouam résidait dans leur esprit entrepreneurial, leurs réseaux (beaucoup étant issus de la bourgeoisie commerçante de Damas, d’Alep, de Beyrouth ou de Zahlé), leur bon niveau d’éducation et leur maîtrise des langues européennes, en particulier du français.
La communauté syro-libanaise d’Égypte occupa rapidement le premier plan dans les affaires, au côté des Grecs, des Juifs et des Arméniens. Les Chaouam investirent les douanes (familles Kahil et Zananiri), le commerce du thé, du tabac, du bois (familles Debbané, Chalhoub, Karam), des épices, du savon (familles Issid, Kahla), ils participèrent activement au développement des transports (famille Kfoury), de l’agriculture moderne, et prirent part au boum de l’industrie du coton à la fin du XIXe siècle (usines d’égrenage de la famille Boulad). 
Toujours dans le commerce, les frères Sednaoui fondèrent au début du XXe siècle les grands magasins portant leur nom qui rivalisaient avec ceux de Paris en termes de choix et de standing jusqu’à leur nationalisation en 1961.
Les Chaouam participèrent aussi au développement du secteur bancaire et nombre d’entre eux occupèrent des postes importants dans des établissements financiers.
Dans le domaine de la presse, de l’édition et de la culture, les Chaouam ne furent pas en reste. Au cours du XIXe et le début du XXe, l’Égypte connaît une renaissance culturelle (la Nahda). Les Syro-Libanais fournirent de nombreux journalistes comme les frères Takla, fondateurs du fameux journal égyptien « Al Ahram », Farès Nimr (1855-1951) fondateur du journal El Moqatam, le libre penseur Adib Ishak (1856-1885), Jorge Zaydan, fondateur de la revue «الهلال » (al-Hilal). On compte parmi eux les pionniers du théâtre en langue arabe dont : Sélim al Naqqach (m. 1884, neveu de Maroun), Soliman Cardahi (1857-1909) et son cousin Boulos Cordahi (1850-1910), Ahmad Abou Khalil al-Qabbani (1833-1902), puis Georges Abiad,  et des réalisateurs de cinéma comme Henry Barakat. À partir des années 1930, le cinéma égyptien devint le plus prolifique du monde arabe, ses films et ses comédies musicales inondèrent les pays arabophones du Maroc au Golfe. Certaines figures plus récentes du cinéma égyptien ont également des origines syro-libanaises, tel l’acteur Omar Charif (né Michel Chalhoub) ou le réalisateur Youssef Chahine.
Une pionnière du féminisme dans le monde arabe est May Ziadé. Elle collabora, au Caire, à plusieurs revue dont al-Mahroussa dirigée par son père, accueillit Taha Hussein dans son Salon littéraire et entretint une correspondance intense avec Gibran Khalil Gibran.
La communauté syro-libanaise d’Égypte était pour l'essentiel francophone, ses enfants fréquentant plus généralement les établissements scolaires du Caire et d’Alexandrie, comme le Collège jésuite de la Sainte Famille, le Collège Saint-Marc, le Sacré Cœur ou la Mère de Dieu ; le Lycée français. Pour autant des écoles en langue anglaise et allemande furent également fondées et des familles de Chaouam, généralement passées au protestantisme au XIXe, y inscrivirent leurs enfants. Il en est ainsi par exemple d'Edward Saïd au Victoria College. 
Dans l’urbanisme et l’architecture de nombreux Chaouam participèrent à la modernisation du Caire et d’Alexandrie à la fin du XIXe et début du XXe : la construction de la gare centrale du Caire (l’ingénieur Farid Boulad Bey), ou les quartiers modernes comme Héliopolis (l’entrepreneur Habib Ayrout). L’architecte le plus prolifique entre 1930 et 1960 fut sans aucun doute Antoine Sélim Nahhas, considéré comme le premier architecte moderniste d’Égypte. 
Des Chaouam occupèrent des postes importants dans l'administration ; certains furent titrés par les souverains d’Égypte et furent ainsi faits Bey ou Pacha : Habib Sakakini Pacha, Mikhaïl Kahil Pacha, Georges Zananiri Pacha, Jean Kahil Bey, Farid Boulad Bey, Youssef Chédid Bey, Sélim Bahri Bey, Ferdinand Bahri Bey, Charles Ayoub Bey...
Après la révolution qui mit fin à la monarchie en 1952 et la prise du pouvoir par le colonel Gamal Abdel Nasser la situation des minorités d’Égypte changea progressivement. Face à un nationalisme égyptien revendiqué par le nouveau pouvoir, les « minorités allogènes » comme les Grecs, les Arméniens, les Italiens mais aussi les Chaouam parurent suspectes. Les lois de nationalisation en 1961 touchèrent durement la bourgeoisie et la classe moyenne syro-libanaise qui vit la majorité de ses biens saisis. Durant cette période, un grand nombre de familles syro-libanaises quittèrent l’Égypte, pour le Liban, l’Europe, l’Amérique du Nord.
Depuis les années 1960, de nombreuses familles syro-libanaises d’Égypte résident au Canada, en particulier à Montréal où se trouve notamment une cathédrale grecque-catholique (Saint-Sauveur des Melkites), aux États-Unis, en France (Église Saint-Julien-le-Pauvre de Paris), en Suisse ou en Belgique. On trouve aussi de nombreux descendants de ces familles au Liban, en particulier à Beyrouth. 
Aujourd’hui la communauté des Chaouam ne représente en Égypte plus que quelques milliers d’individus, essentiellement au Caire et à Alexandrie. Intégrée à la société égyptienne, ils restent actifs dans le domaine des affaires. 
Un exemple de la bonne intégration de cette communauté au sein de la société égyptienne est l'ancien député/ministre Raymond Lakah.

## Familles
Exemples de familles syro-libanaises d'Égypte, dont plusieurs des membres jouèrent un rôle important dans l'administration, le droit, la finance et le commerce mais aussi dans les domaines littéraire et artistique :
Atrache, Ayrut,  Boulad, Badaro, Baddour, Bahri, Barakat, Cassab, Chalfoun, Chalhoub, Chawwa, Chedid, Cordahi, Cossery, Debbas, Debbané, Fattal, Feghali, Ghadban, Gorra, Hallâq, Hawi, Kahil, Karama, Kassab, Kfoury, Khawam, Khoury,  Khoury-Haddad, Lakah, Maalouf, Masabni, Maroun, Michaca, Mitri, Moubayed, Mousalli, Mudawwar, El-Sabeh, Sawlé, Sakakini, Sursock, Sawwaf, Sednaoui, Rahba, Rathle, Saba, Sabbagh, Sacy, Tawa, Zananiri, Zayyat, Zeitouni, Zemekhol, Ziyadé, de Zogheib ...